# Kasachische Nationale Pädagogische Universität

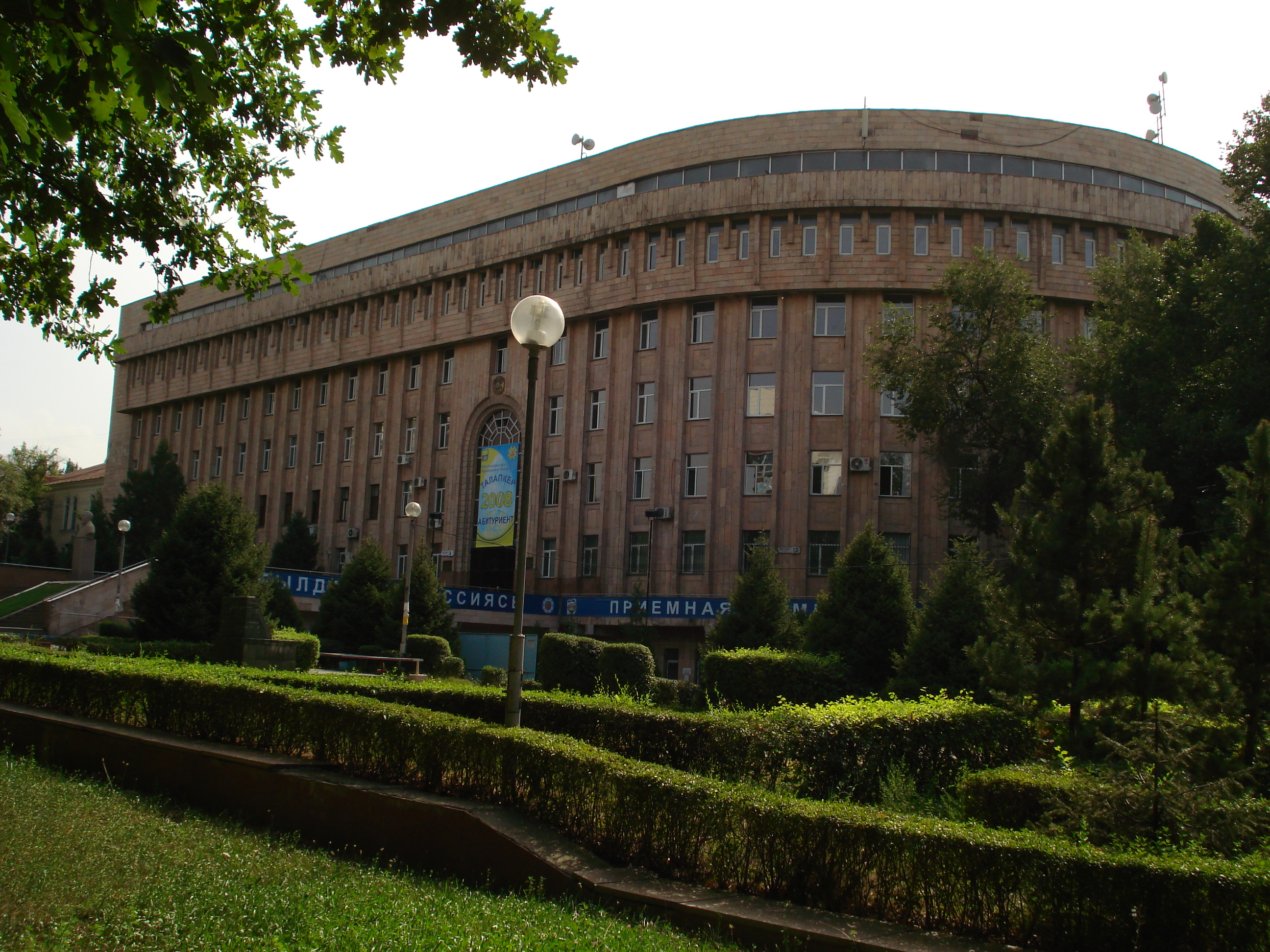
Das Hauptgebäude der Universität

Die Kasachische Nationale Pädagogische Abai-Universität (kasachisch Абай атындағы Қазақ ұлттық педагогикалық университеті Abai atyndağy Qazaq ūlttyq pedagogikalyq universitetı, russisch Казахский национальный педагогический университет имени Абая) ist eine pädagogische Universität in der kasachischen Stadt Almaty. Benannt wurde die 1928 gegründete Universität nach dem kasachischen Dichter, Schriftsteller und Denker Abai Qunanbajuly.

## Geschichte
Angesichts des großen Mangels an gut ausgebildeten Fachkräften in Zentralasien beschloss der Rat der Volkskommissare der Kasachischen ASSR am 2. Juni 1926 die Umwandlung des Kasachischen Bildungsinstitutes in Taschkent in ein kasachisches pädagogisches Institut. Nach dem Beschluss des Rates der Volkskommissare begannen die Vorbereitungen zur Verlegung des neuen Institutes nach Alma-Ata, die neue Hauptstadt der Kasachischen Sowjetrepublik. Im März 1927 traf die politische Führung die Entscheidung, das pädagogische Institut in eine Universität umzuwandeln. Bei der Organisation der Universität spielten Persönlichkeiten wie Oras Schandossow, Chalel Dosmuchamedow und Temirbek Schurgenow eine bedeutende Rolle. Erster Rektor der Universität wurde Sanschar Asfendijarow.
Die Universität wurde offiziell am 1. Oktober 1928 als Kasachische Staatliche Universität mit nur einer einzigen pädagogischen Fakultät gegründet. Es waren 124 Studenten und neun Professoren an der Universität tätig. Ursprünglich waren drei verschiedene Fakultäten geplant, die 1932 eröffnet werden sollten. 1930 wurde die Kasachische Staatliche Universität in Kasachisches Pädagogisches Institut umbenannt und fünf Jahre später wurde sie nach dem kasachischen Dichter, Schriftsteller und Denker Abai Qunanbajuly benannt.
Während des Zweiten Weltkrieges verließen etwa 160 Studenten und Lehrer die Universität, von denen einige nach dem Krieg mit der Auszeichnung Held der Sowjetunion ausgezeichnet wurden. Aufgrund des Fehlens von qualifizierten Lehrern in der Nachkriegszeit erhöhte die Universität die Anzahl der Zulassungen für Studenten. So waren 1946 bereits 362 Studenten und 1956 mehr als 500 Studenten eingeschrieben.
Im Oktober 1990 bekam die Einrichtung ihren Status als Universität zurück und wurde in Kasachische Staatliche Pädagogische Abai-Universität umbenannt. Am 24. November 1992 wurde sie auf Verordnung des Ministerkabinetts der Republik Kasachstan in Staatliche Abai-Universität Almaty umbenannt. 2003 wurde sie in Kasachische Nationale Pädagogische Abai-Universität umbenannt.

## Fakultäten
Die besteht aus elf Fakultäten:
- Fakultät für Philologie
- Fakultät für Physik und Mathematik
- Fakultät für Geschichte
- Fakultät für Geographie und Ökologie
- Fakultät für Chemie und Biologie
- Fakultät für Kunst und Grafik
- Fakultät für Finanzen und Wirtschaft
- Fakultät für Psychologie und Pädagogik
- Fakultät für internationale Beziehungen und Rechtswissenschaften
- Physikalische und Basis Militärausbildung
- Grundlegende Studien